# Ligne A du Mettis de Metz
La ligne A du Mettis de Metz est une ligne de bus à haut niveau de service du réseau Mettis inaugurée en 2013 et reliant Woippy à Metz jusqu'au quartier de Borny.

## Histoire
Afin de répondre à une forte affluence sur la ligne "1/21/31", des autobus articulés sont mis en service à partir de l'année 1984.
Issue de la fusion des anciennes lignes du réseau TCRM "11/41" à l'ouest puis "1/21/31" à l'est, le tracé de la ligne "A" du Mettis dessert les quartiers fortement peuplés de Borny et de la Patrotte, ainsi que les principaux centres commerciaux en servie.
L'ancienne ligne de bus "11/41" a d'ailleurs desservi la halte ferroviaire de Metz-Nord toute proche de l'actuelle station René Cassin. Les correspondances directes avec les lignes de bus classiques du réseau LE MET' et des cars du réseau des TIM sont maintenues.

## Tracé et stations
La ligne A, longue de 12,5 kilomètres, compte 27 stations dont 10 en correspondance avec la ligne B.
- Départ : Saint-Éloy P+R Woippy
- Arrivée : Borny Jules Michelet

## Matériel roulant
Vingt-sept autobus de type BHNS d'une longueur de 23,82 mètres sont utilisés sur les deux lignes.
La motorisation est de type hybride diesel-électrique (c'est-à-dire une chaîne de traction composée de : génératrice diesel - batterie de régulation - moteurs de traction électriques). Leur capacité est de 150 passagers par véhicule.
Le design est spécifique et l'intégralité du bus est accessible aux personnes à mobilité réduite (PMR). Les matériaux à l’intérieur du bus sont choisis résistants au feu et à la lacération, tout en permettant un nettoyage facilité. L’extérieur du bus est traité contre les graffitis. Enfin, les caméras de vidéosurveillance à l’intérieur du bus ont un effet dissuasif sur les dégradations.

## Centre de maintenance
L'ensemble des véhicules est remisé et entretenu au Centre d'Exploitation et de Maintenance (C.D.E.M.) des Intendants Joba.
Le parcage s'effectue sur deux fois deux files dont chacune regroupe les bus par groupe de couleur.

## Projets
La ligne A doit être prolongée de Borny vers l’hôpital Robert-Schuman au moyen d’une nouvelle branche.

## Galerie

### Avant la mise en service

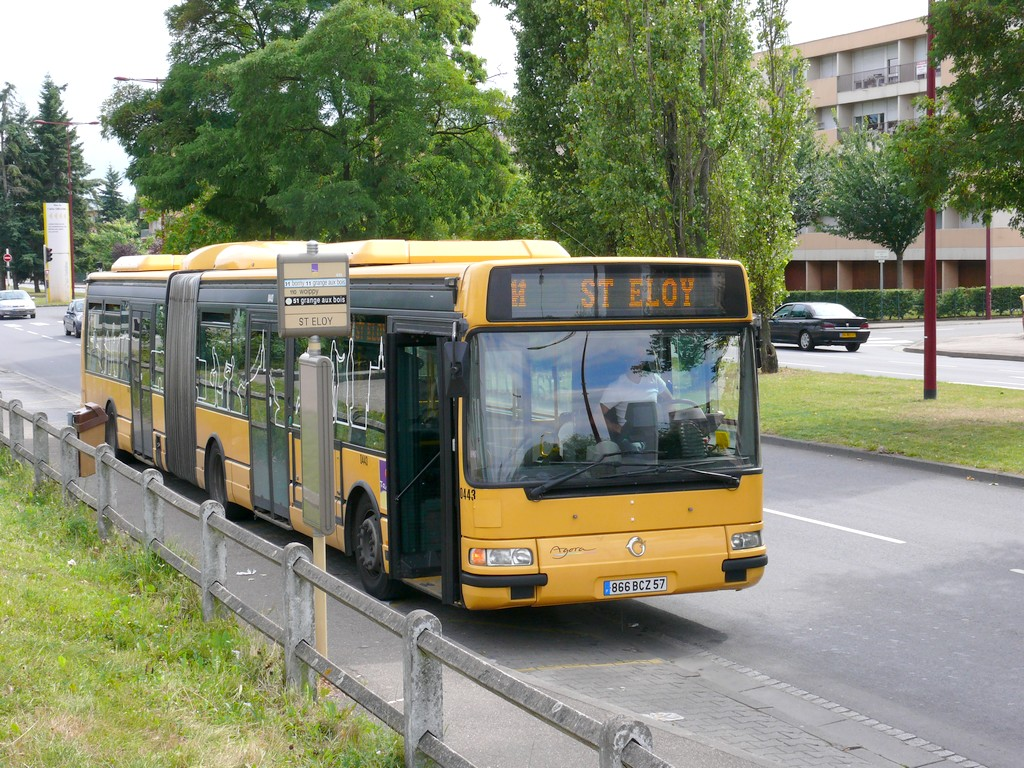
L'ancien terminus de la ligne 11 des TCRM à Saint-Eloy, devenu l'actuel terminus de la ligne A du Mettis.
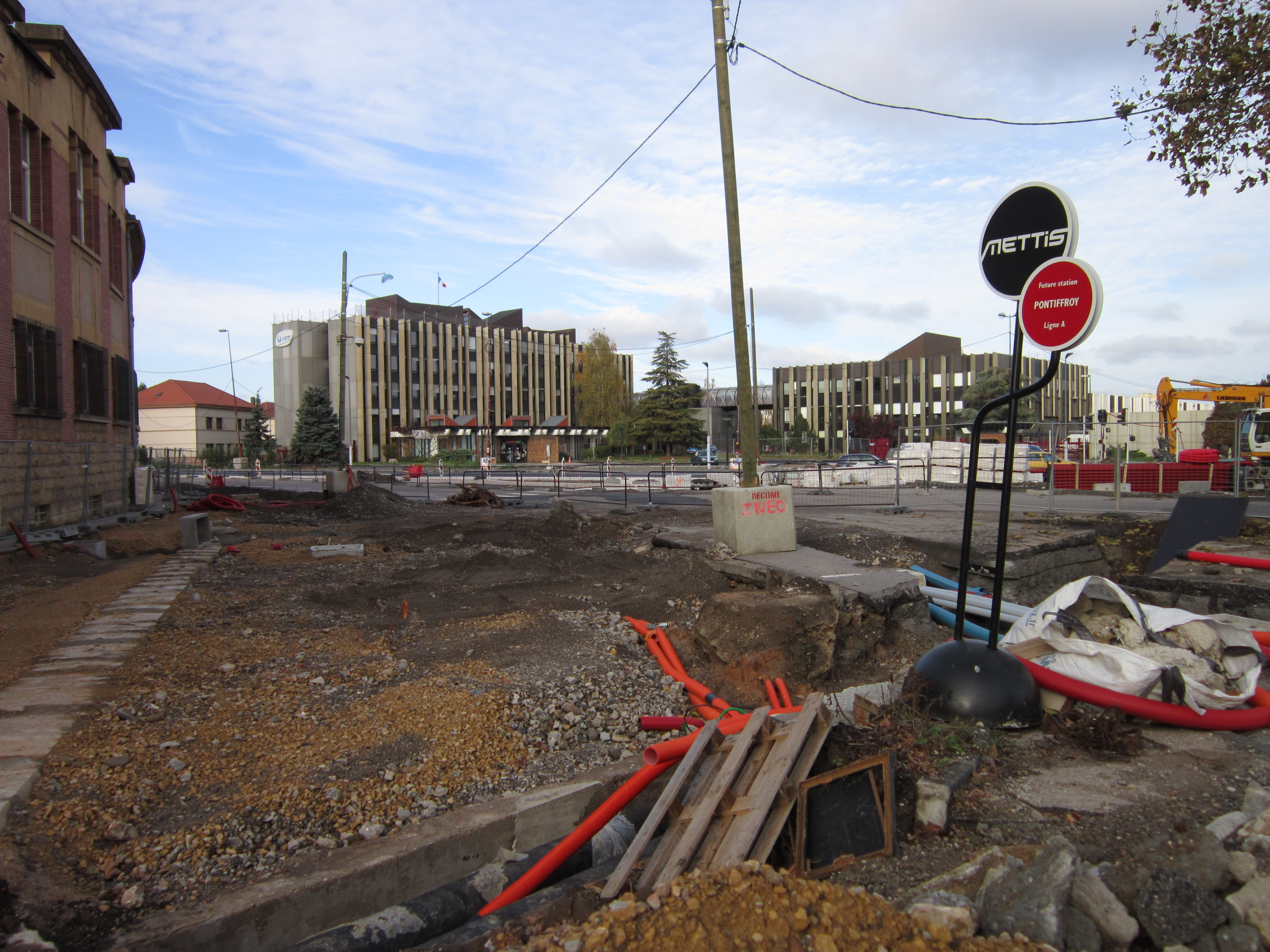
Travaux de construction de la station Pontiffroy.
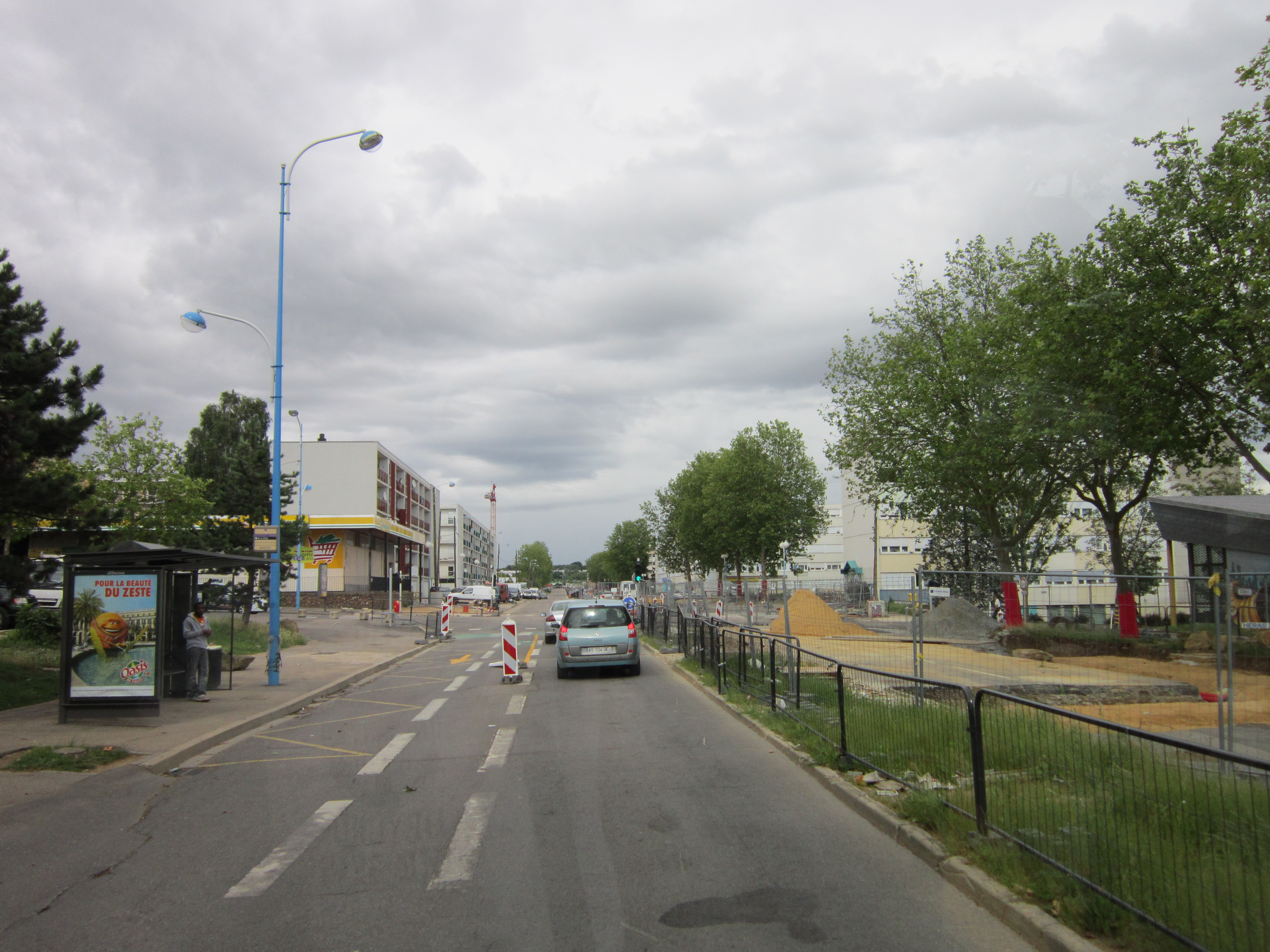
Emplacement de l'arrêt Bordes en attente d'être absorbé par la station de Mettis du même nom.
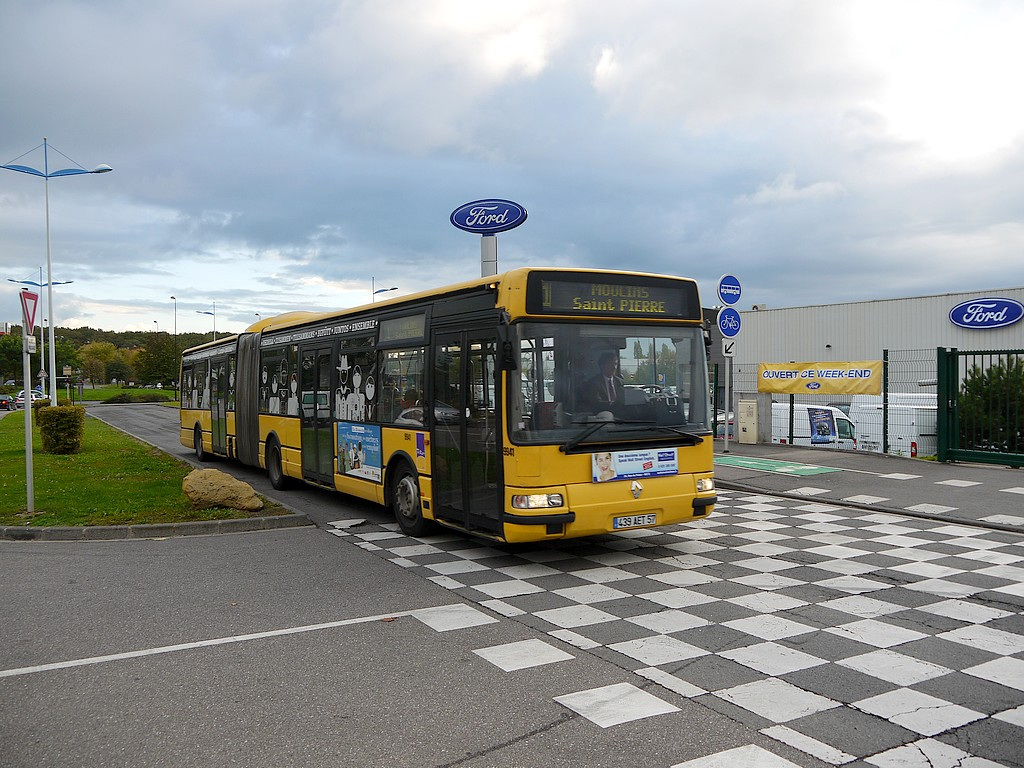
Long de 750 m, le site propre du Goulon à Borny construit dès les années 2000 en prolongement de la ligne 1.

### Depuis la mise en service

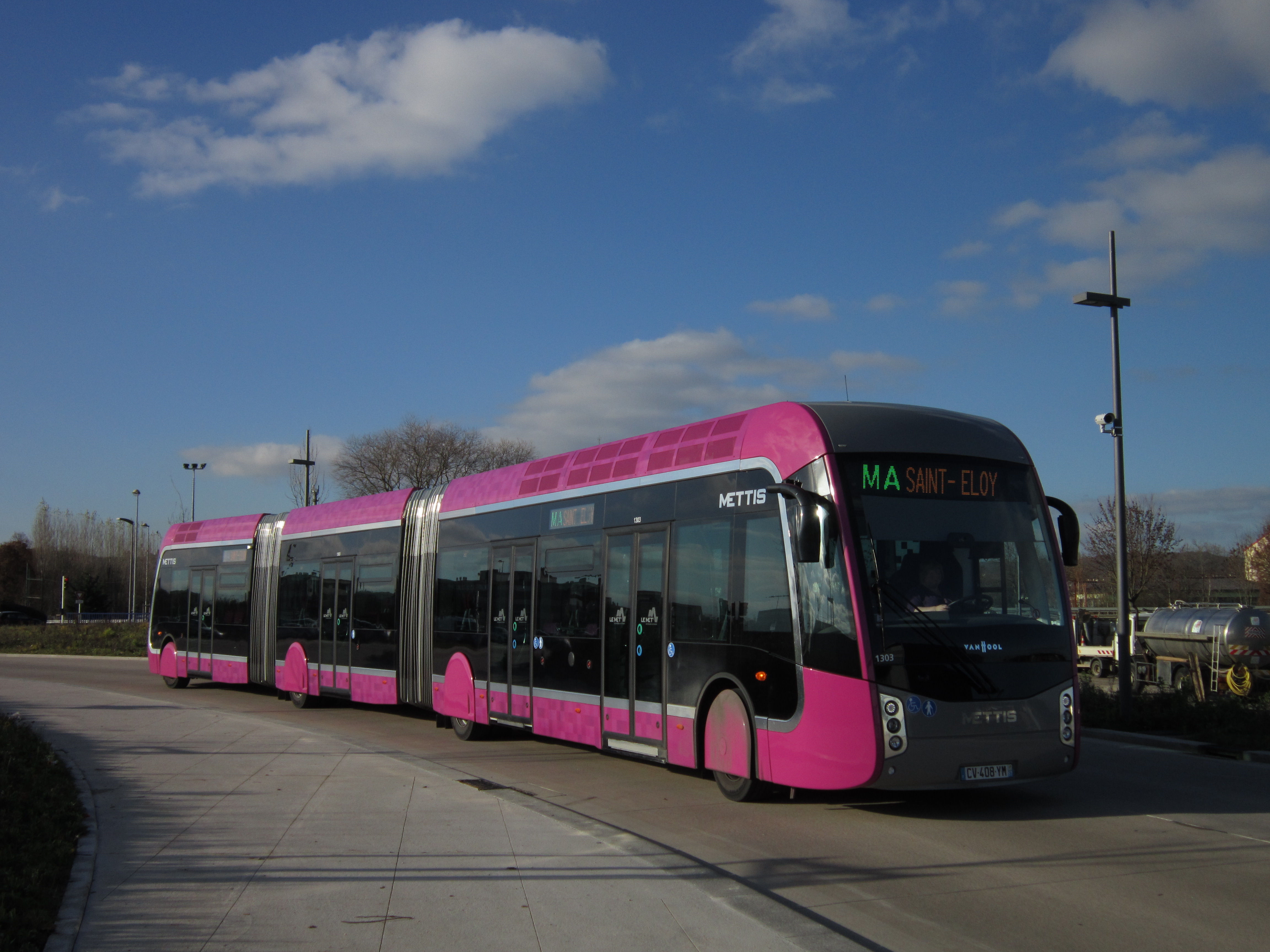
Un bus Van Hool ExquiCity 24 de couleur "prune" entrant au terminus de la ligne A près du parc-relais de Woippy.
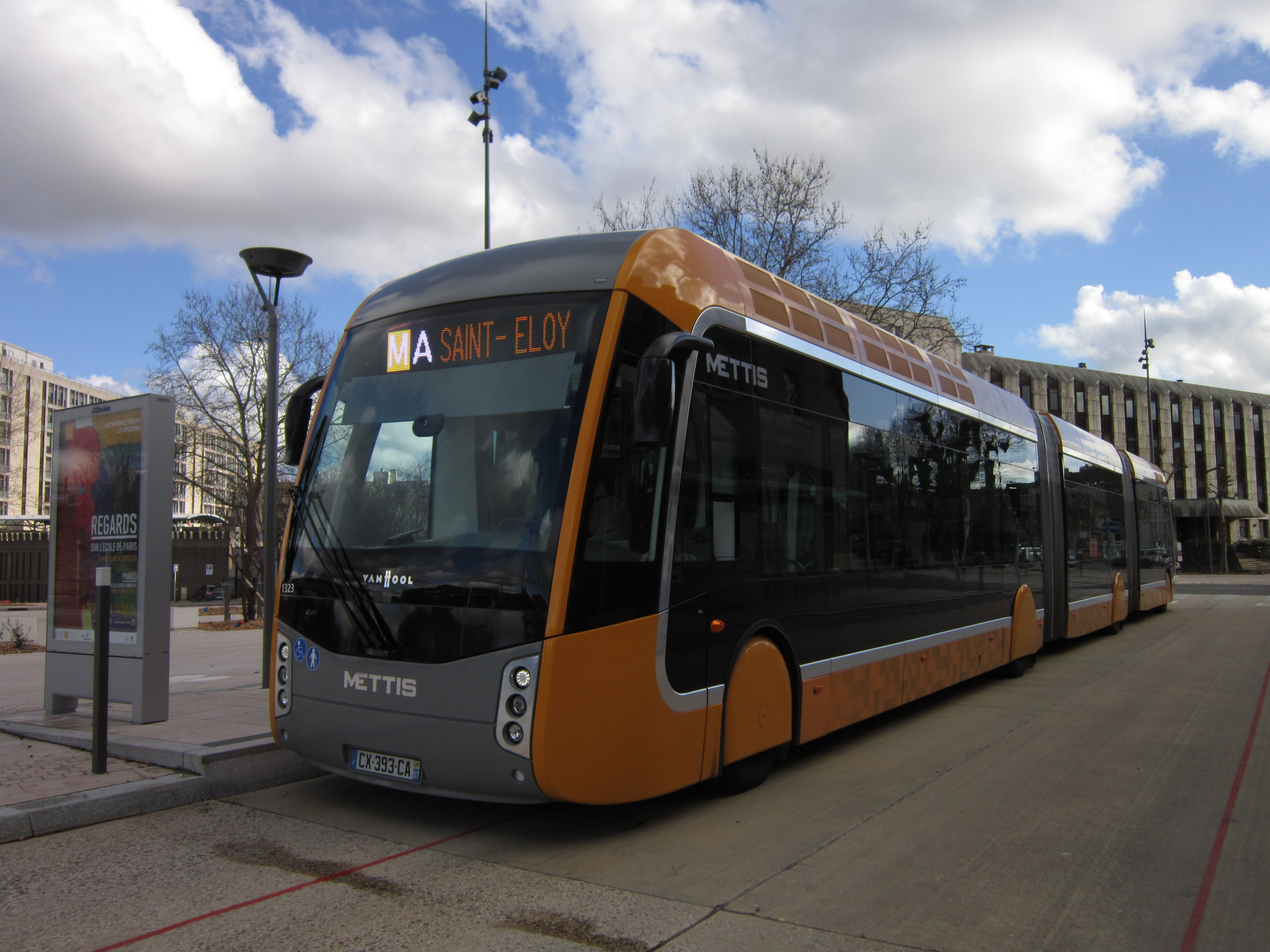
La station d'échanges Pontiffroy animée par un bus Mettis de couleur "mirabelle".
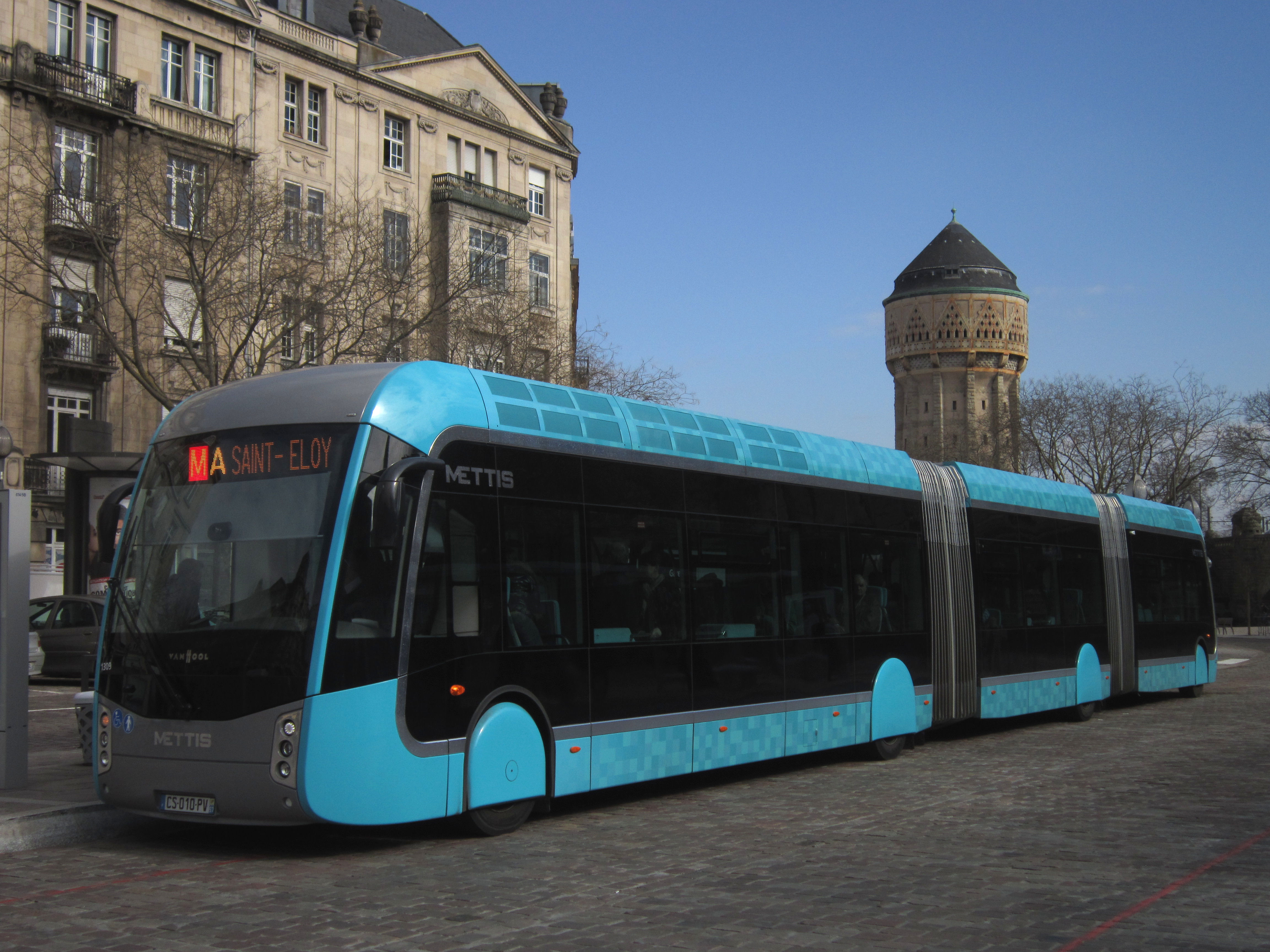
Une unité en livrée "bleu" desservant la station Gare.
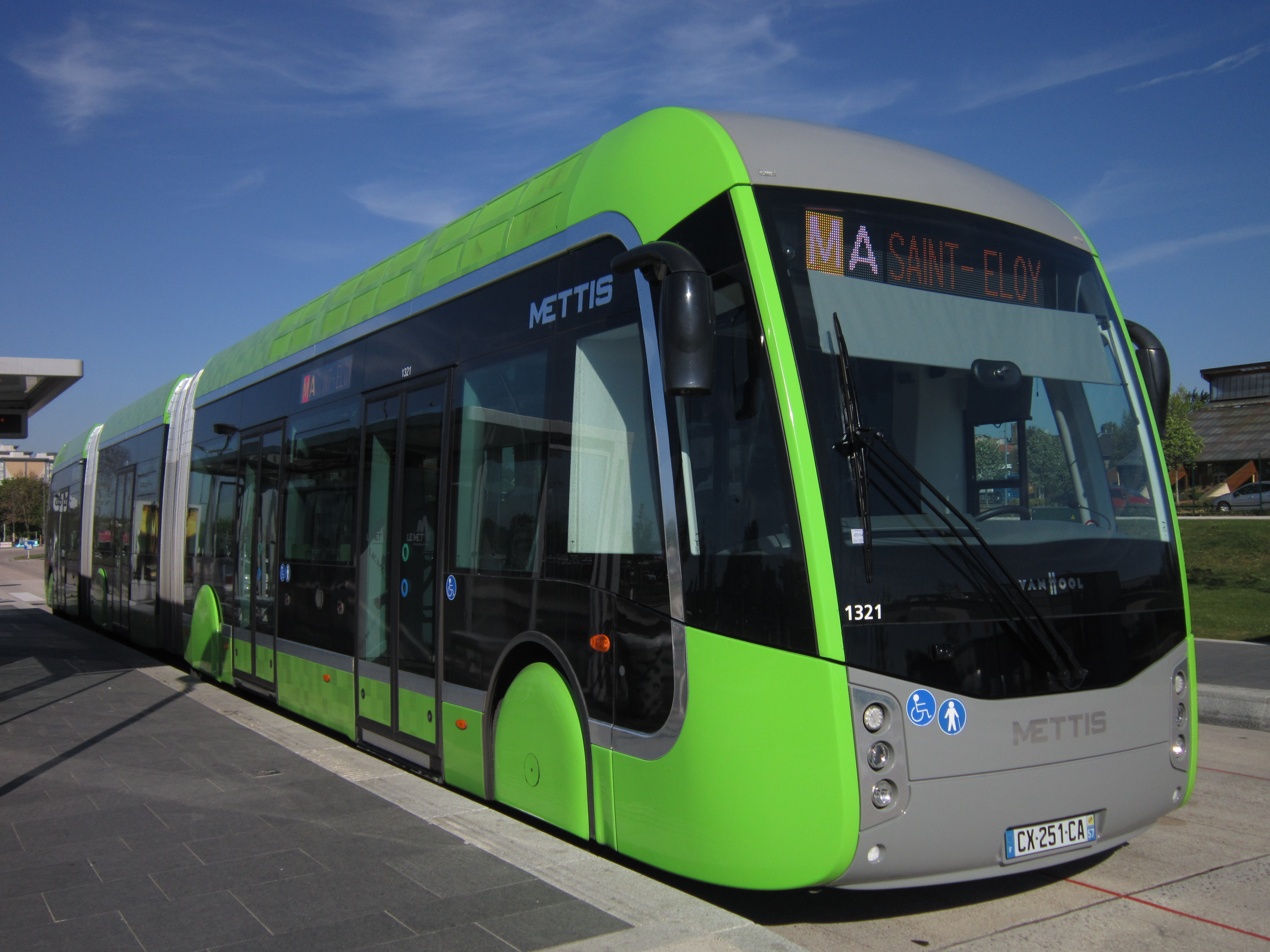
Un bus en livrée "vert" au terminus de Jules Michelet dans le quartier de Borny.

### Installations fixes

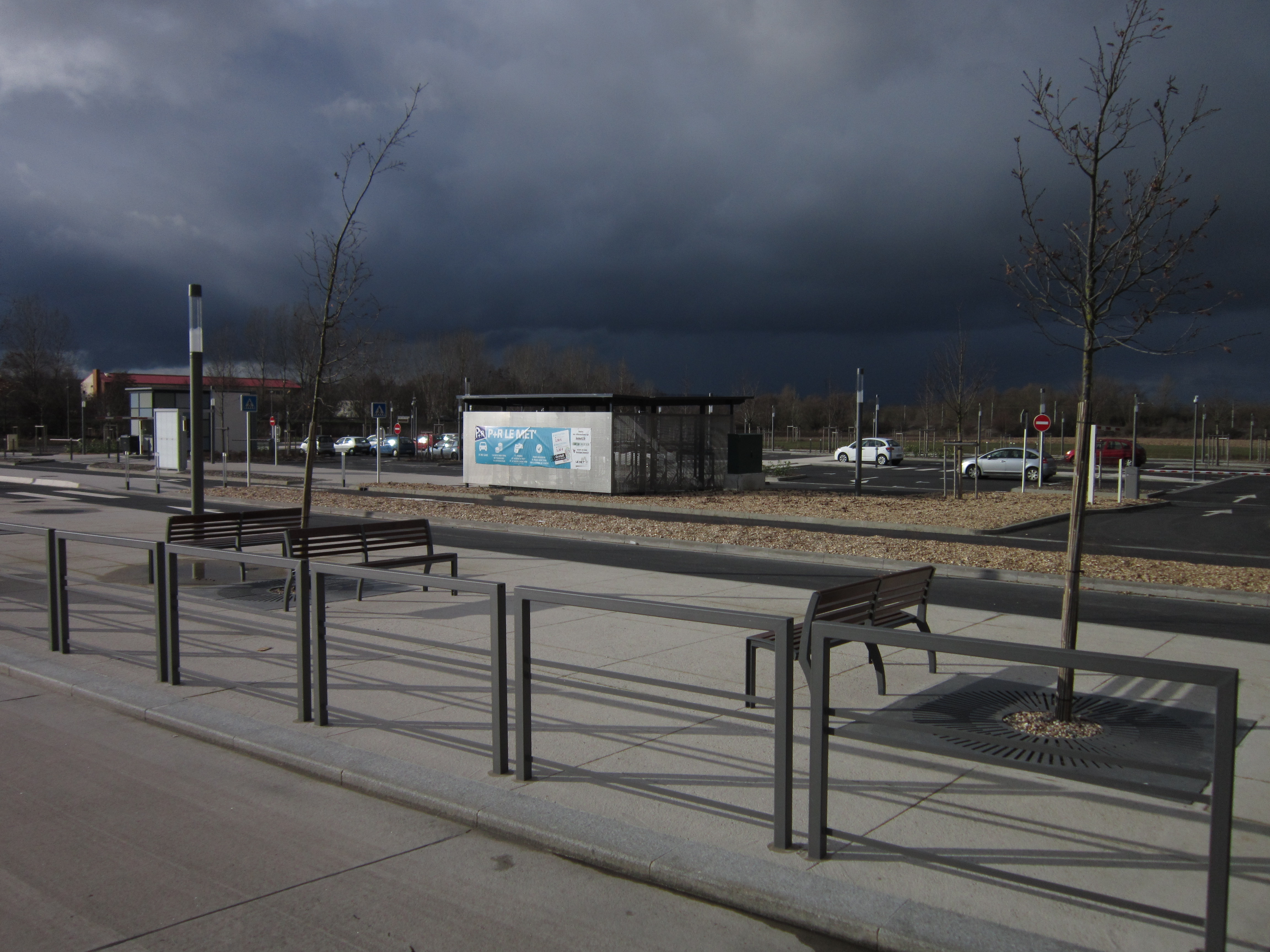
Le parking-relais de Woippy vu depuis la station du même nom sur la ligne A.
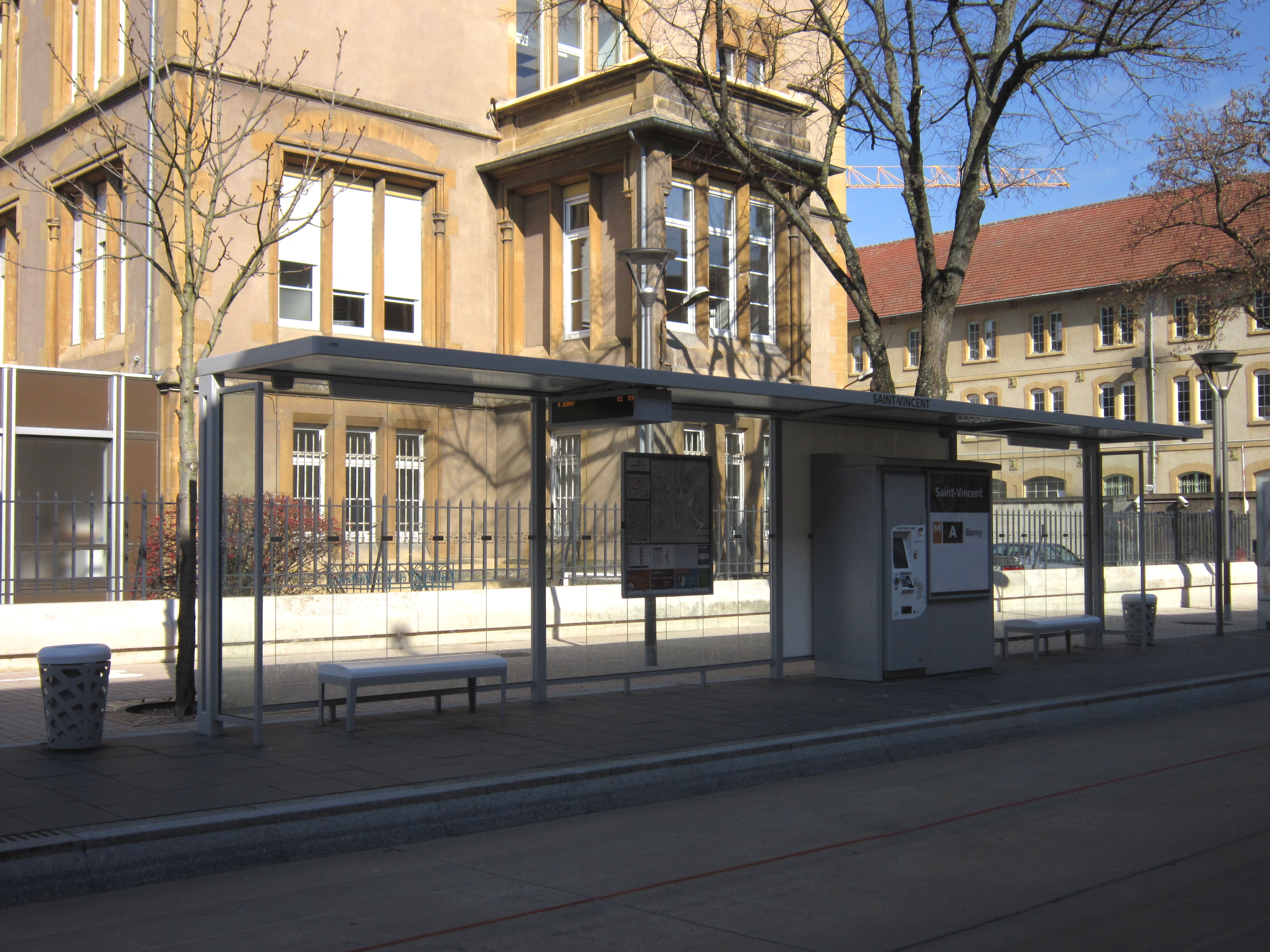
Aubette rassemblant l'ensemble des équipements et des supports d'affichages.
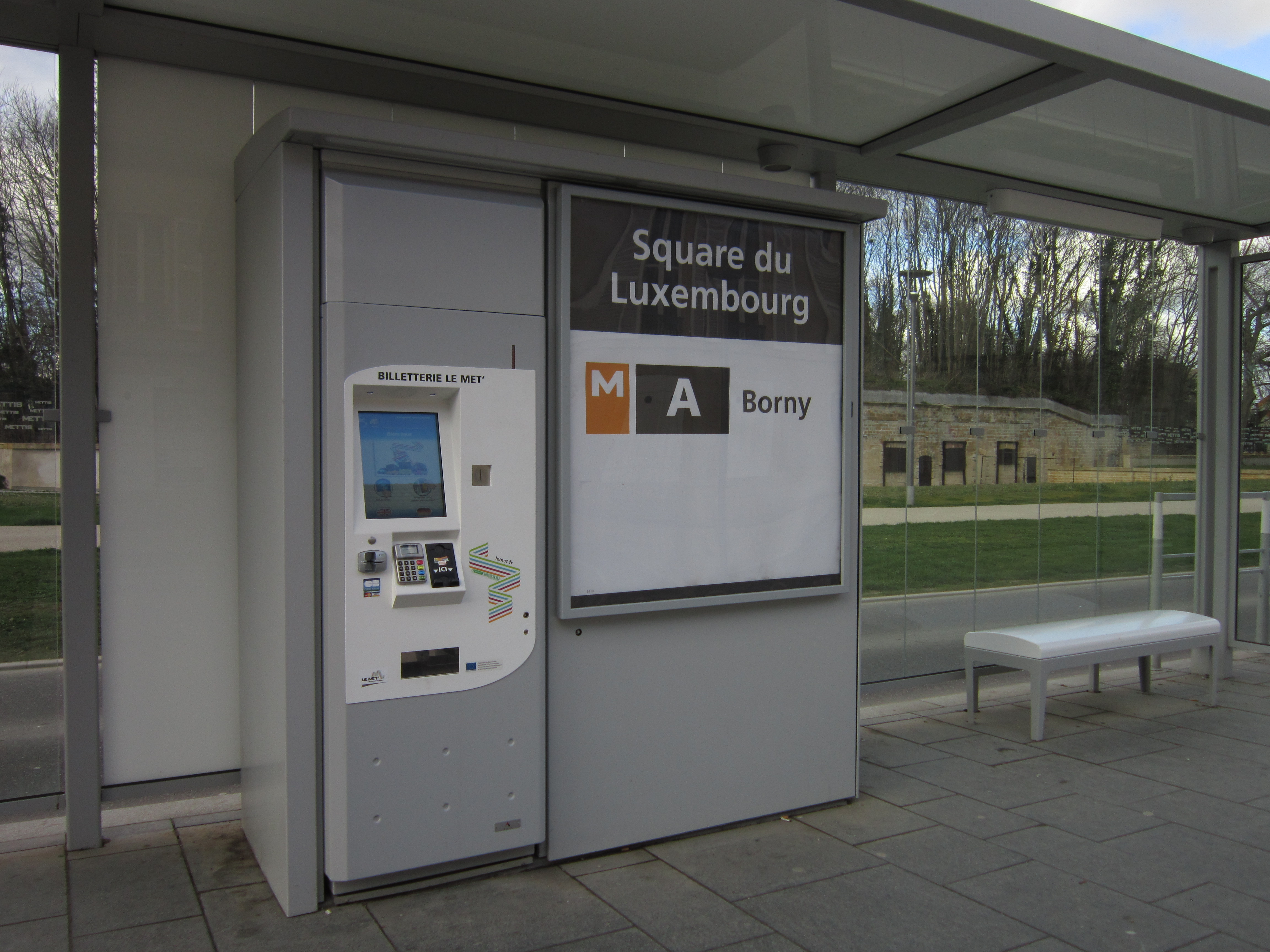
Enseigne d'une station et équipement d'achat automatisé de billetterie.
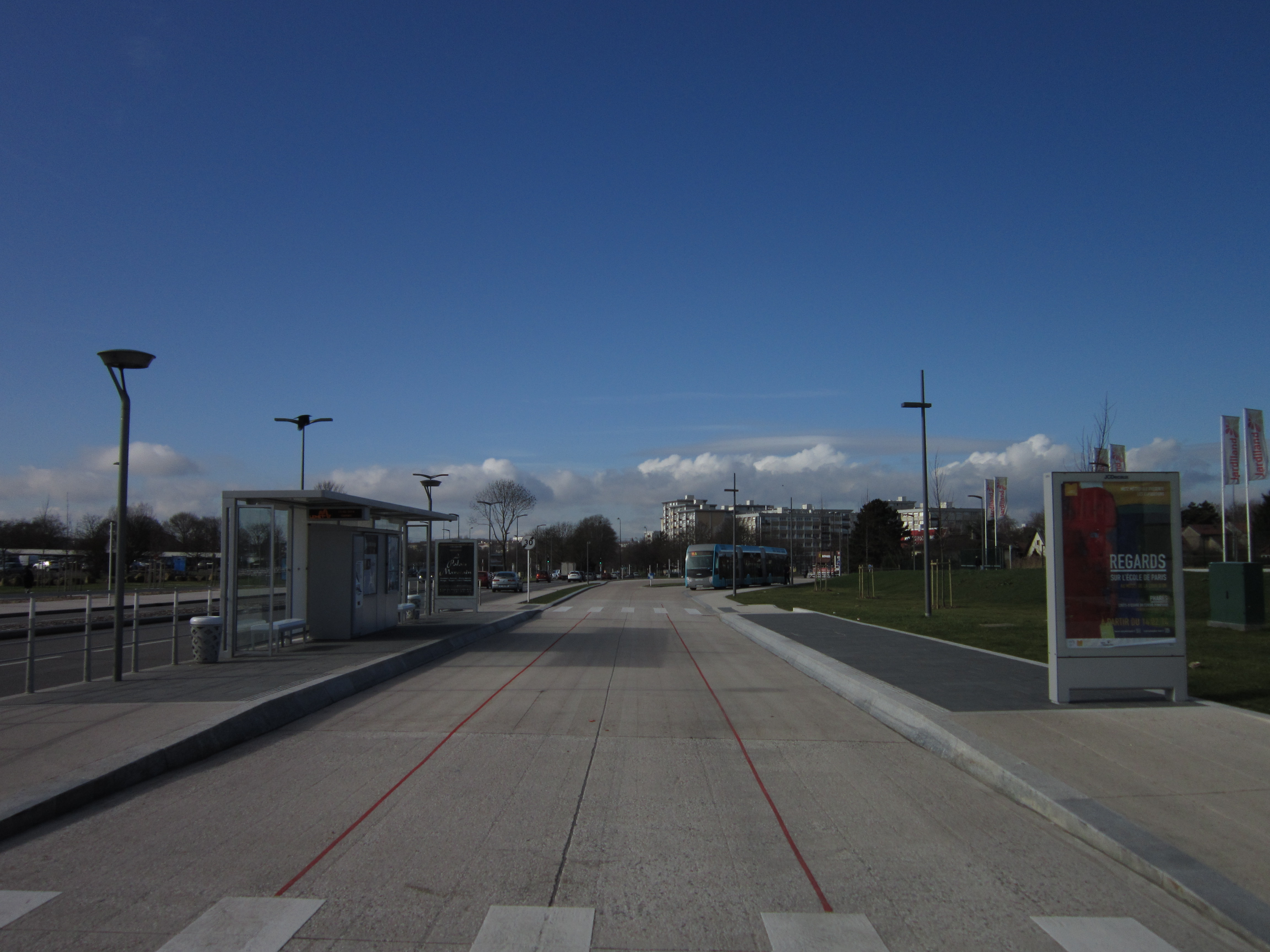
Le terminus de Borny Jules Michelet sur la ligne A et sa raquette de retournement en arrière-plan.